# 穏健保守同盟
穏健保守同盟（おんけんほしゅどうめい、リトアニア語: Nuosaikiųjų konservatorių sąjunga、NKS）は、かつて存在したリトアニアの政党。2000年から2004年まで活動していた。
2000年7月2日、かつて祖国同盟に所属していたゲディミナス・ヴァグノリウスを中心に設立された。その後、ヴァグノリウスは党首に選出された。2004年、穏健保守同盟はキリスト教保守社会同盟に再編された。